# Вестминстерское исповедание
Вестминстерское исповедание веры (англ. Westminster Confession of Faith) — краткий свод кальвинистской религиозной доктрины, разработанный Вестминстерской ассамблеей в период Английской революции XVII века и утверждённый в качестве официальной доктрины пресвитерианских церквей Шотландии (1647 год) и Англии (1648 год). Позднее «Вестминстерское исповедание» было принято (иногда с изменениями) во всех реформатских церквях мира (в том числе конгрегационалистских), а также в некоторых других течениях, придерживающихся кальвинистских взглядов.

## История

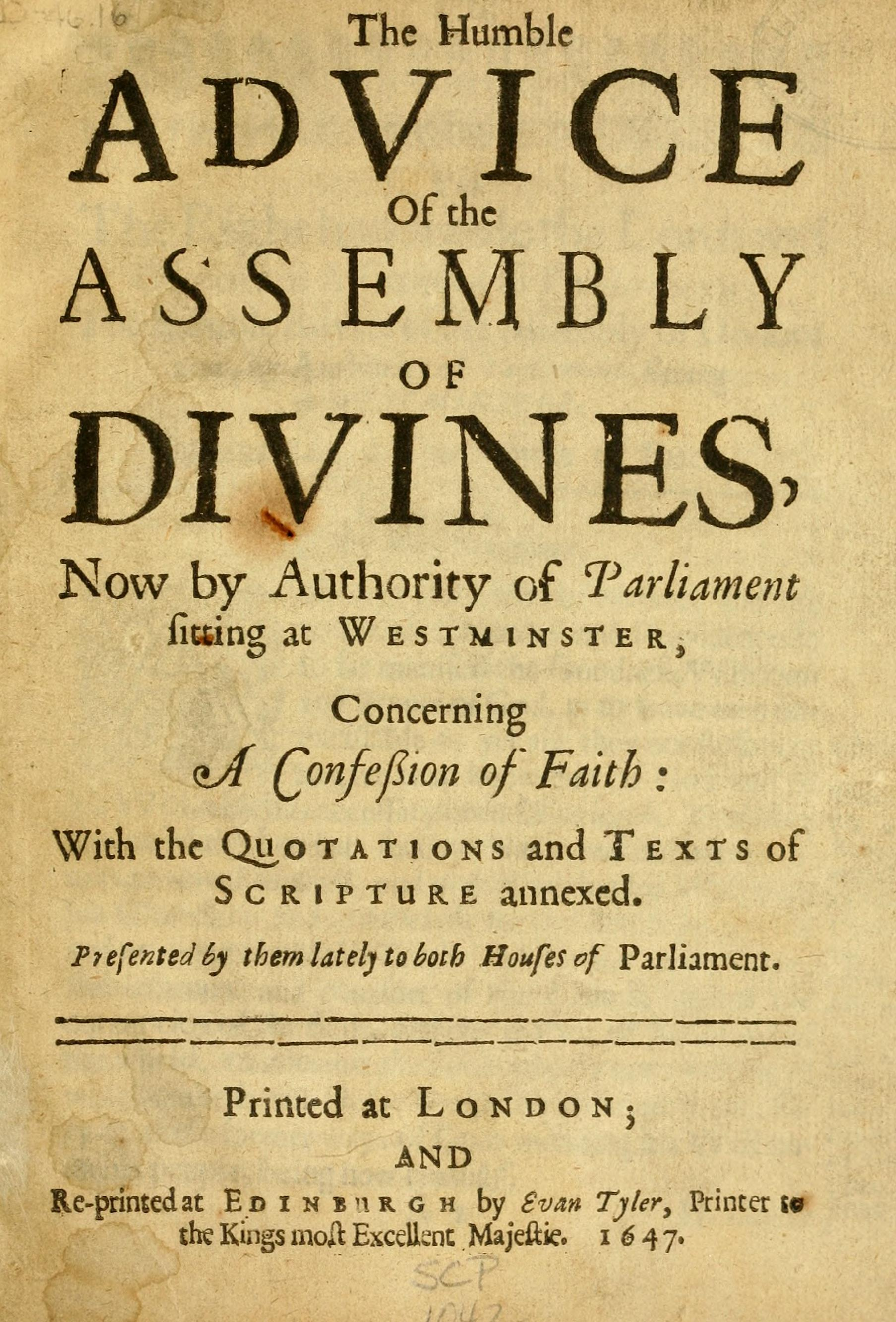
«Вестминстерское исповедание». Страница издания 1647 года

В ходе Английской революции середины XVII века власть в Англии перешла к парламенту, который развернул программу «очищения» церкви от элементов католицизма. В 1643 году в Вестминстере была созвана ассамблея из 151 делегатов с целью выработки всеобщей религиозной доктрины. Шотландские делегаты прибыли в Вестминстер для участия в работе ассамблеи. К 1646 году Вестминстерская ассамблея разработала целый комплекс документов, определяющих общие для Англии и Шотландии принципы пресвитерианского вероучения, обрядов и системы управления церковью. Важнейшим из них было «Вестминстерское исповедание», сформулировавшее теологическую основу кальвинистского понимания христианской веры. «Вестминстерское исповедание» было без изменений утверждено в 1647 году генеральной ассамблеей шотландской церкви, а в 1649 году парламентом Шотландии. Английский парламент утвердил текст исповедания с некоторыми изъятиями в 1648 году.

## Содержание
«Вестминстерское исповедание веры» представляет собой системное изложение общих принципов кальвинистской христианской доктрины, состоящей из 33 глав.

### Место Библии
Библия — единственный источник вероучения и единственное основание для устроения церкви. Никакие иные документы (например, «Священное Предание» православных церквей или постановления церковных соборов) не сопоставимы с Библией и не могут служить источниками вероучения и обрядов. Священное Писание непогрешимо и неизменно.

### Учение о Боге
Бог — творец и абсолютный правитель мира, всё в мире происходит по воле Бога. Все события на Земле, жизнь каждого человека подчинено законам Бога и зависят от него. 

### Учение о предопределении
В 3 главе говорится о вечных Божьих установлениях (Decree), согласно которым некоторые люди и ангелы предопределены (predestinated) к вечной жизни, а другие — к вечной смерти. Человек не может какими-либо действиями, поступками или помыслами изменить то, что ему предначертано или заслужить спасение. Избранные искуплены (redeemed) Иисусом Христом, они призваны (called), оправданы (justified), усыновлены (adopted) и освящены (sanctified). Все это составляет доктрину предопределения (Predestination).

### Учение о творении
В 4 главе говорится о творении мира из ничего за шесть дней. Человек был сотворен с разумной (reasonable) бессмертной душой и начертанным в сердце Законом Божьим (Law of God). Также человеку была дарована свобода (liberty) воли.

### Учение о Провидении
В 5 главе сказано о том, что Бог управляет всеми вещами в мире. При этом происходящее может быть либо безусловно, либо происходить при каком-то условии (посредством вторичных причин — second causes). В определенной степени грехопадение было совершено не по попущению (not by a bare permission), но по предопределению Бога, хотя при этом вина остается на грешниках.

### Учение о грехопадении
В 6 главе говорится о грехопадении прародителей, вследствие которого люди обрели врожденную порочность (originall corruption). Причем это порочность сохраняется даже у возрожденных людей. Грех является причиной Божьего гнева (wrath) и как временных, так и вечных страданий (miseries).

### Учение о заветах
7 глава посвящена учению о заветах. Первый «Завет Дел» (Covenant of Works) был заключен с Адамом и основывался на послушании, а второй, «Завет Благодати» (Covenant of Grace), связан с Иисусом Христом, хотя он не тождественен Евангелию. Вначале Завет Благодати был явлен евреям (Jews), а потом, во время Евангелия, также и язычникам (Gentiles), таким образом Завет Благодати распадается на Ветхий и Новый Завет (New Testament).

### Христология
В 8 главе говорится о Христе, который является как посредником (mediator) между Богом и человеком, так и Вторым Лицом Троицы (second person of the Trinity), единосущным Сыном Божьим. В нем две природы соединяются в одной личности. Он совершил труд искупления (work of redemption), принеся себя в жертву за грехи людей.

### Учение о свободе воле
В 9 главе сказано, что хотя человек в первозданном состоянии (state of innocency) и обладал свободой воли, однако в результате грехопадения он утратил способность стремиться к добру. Если же в человеке проявляется желание добра, то это верный признак присутствия Божьей благодати.

### Учение о призвании
10 глава повествует о «действенном призвании» (Effectuall calling) из состояния греховности в состояние благодати. Не призванные хотя и могут некоторым образом ощутить благодать, однако спасения не обретают. Еще менее могут люди, не исповедующие христианскую веру, спастись каким-либо иным образом.

### Учение об оправдании
В 11 главе говорится, кого Бог призывает, тех он и оправдывает, не вменяя греха. Единственным «средством оправдания» (instrument of justification) является вера, которая является даром Бога. Смерть Иисуса Христа стала удовлетворением (satisfaction) правосудия Бога Отца. Только приобщаясь ко Христу и его смерти избранные получают оправдание, которого они уже не могут лишиться. Оправдание верующих Ветхого и Нового Заветов аналогичны.

### Учение о церкви
Признаются только два вида таинств: крещение и евхаристия (причастие), причём при причастии не происходит пресуществления хлеба и вина в плоть и кровь Христовы. Богослужение состоит в чтении Библии, проповедовании, пении псалмов и принятии таинств. Воскресенье (христианская суббота) — особый день, который необходимо посвящать поклонению Богу.
Церковь управляется соборами и синодами, однако они могут ошибаться и многие ошибались, поэтому их решения не являются сами по себе правилами веры или практической деятельности, но применяются в помощь им.

### Эсхатология
В 33 главе говорится о Последнем Суде, когда Бог через Иисуса Христа будет судить людей и падших ангелов. Праведные обретут полноту радости, а нечестивцы будут обречены на вечные мучения.